# Freddy Maertens

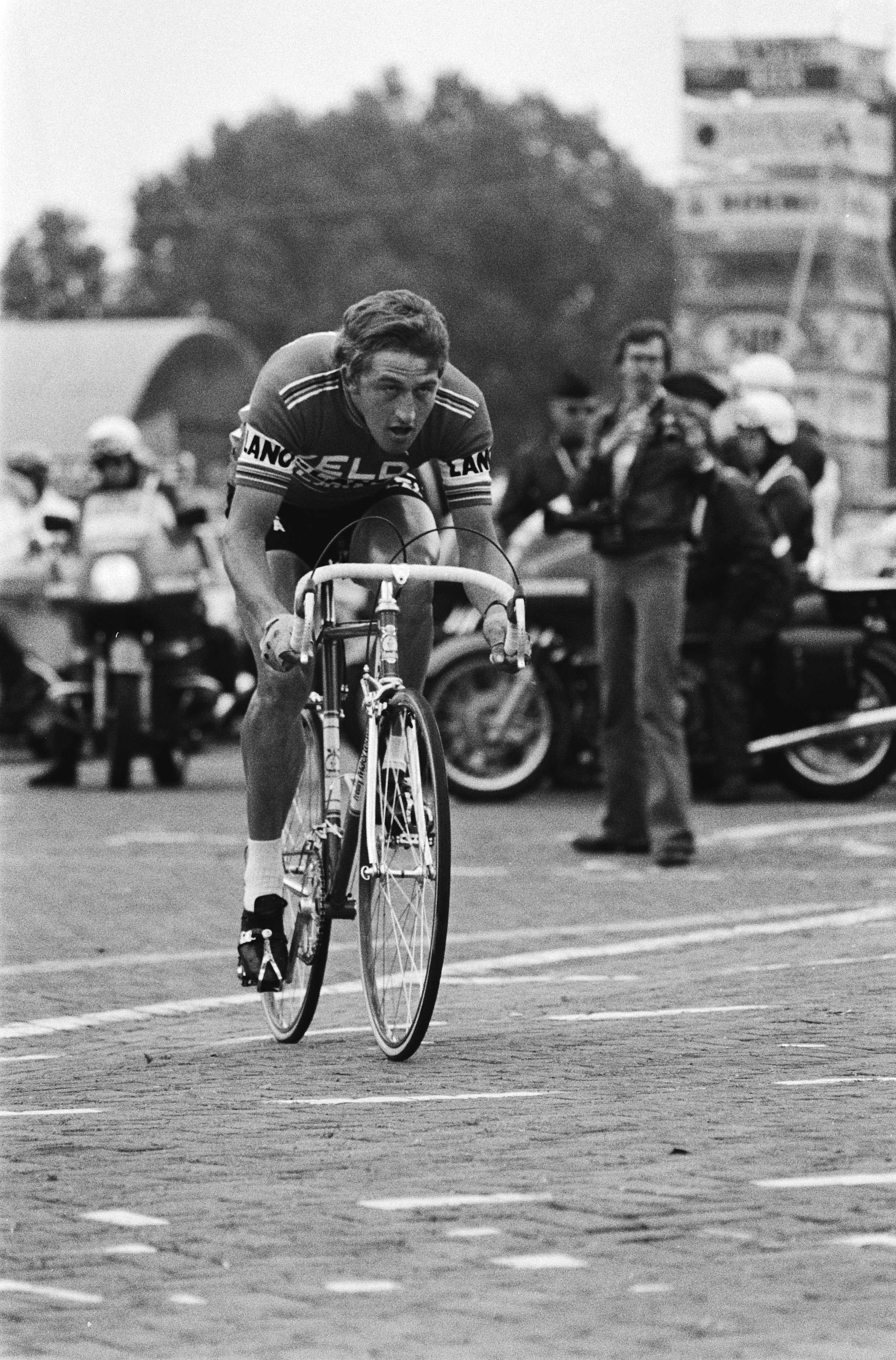
Freddy Maertens competindo no Tour de France 1978

Freddy Maertens (n. 19 de fevereiro de 1952 em Nieuport) é um ciclista belga, profissional entre os anos 1972 e 1987, durante os quais conseguiu 221 vitórias. Foi duas vezes campeão do mundo e conseguiu ganhar a Volta a Espanha numa ocasião, além de conseguir triunfos de etapa nas três Grandes Voltas (15 no Tour, 13 na Vuelta e 7 no Giro).

## Biografia
Como ciclista amador conseguiu 51 vitórias, entre as quais destacam o primeiro posto no campeonato de estrada de seu país e a medalha de prata no Campeonato do Mundo, ambos resultados conseguidos em 1971.
Durante os seus primeiros anos como profissional, coseguiu grande quantidade de triunfos em competições de um dia e em corridas de curta duração de médio prestígio como a Volta ao Luxemburgo, a Volta à Bélgica, os Quatro dias de Dunkerque ou a Volta a Andaluzia. Além destes, desvelou-se como um ciclista com um importante futuro por diante ao conseguir postos de honra em algumas das competições mais importantes do circuito internacional já desde o ano da sua estreia, no que foi segundo no Campeonato do Mundo e o Tour de Flandes, incluindo diversas provas de reconhecido prestígio, como os Monumentos, conquanto apesar dos bons resultados, nunca conseguiu ganhar nenhum Monumento na sua carreira como ciclista.
Nos anos seguintes foi destacando também em competições por etapas de maior calibre, como o Dauphiné Libéré ou a Paris-Nice.
Em 1972 participou nos Jogos Olímpicos de Munique. Em 1975 conseguiu o recorde Ruban Jaune outorgado ao ciclista mais rápido em ganhar uma prova a mais de 200km, ao ganhar a Paris-Bruxelas.
1976 foi seu primeiro grande ano, no qual conseguiu vencer numa série de grandes clássicas como a Amstel Gold Race, o Campeonato de Zurique e a Gante-Wevelgem, aparte de muitas outras. Destacou em competições por etapas menores como a Volta a Suíça e a Paris-Nice e brilhou no Tour de France, onde ganhou oito etapas, a classificação por pontos e foi 8º na geral. Nesse mesmo ano, foi campeão de Bélgica e do Mundo de estrada.
Em 1977 conseguiu uma conseguida vitória na Volta ciclista a Espanha. Foi líder de princípio a fim e ganhou treze etapas (recorde ainda não igualado), a classificação das metas volantes e a classificação por pontos. Também ganhou a Paris-Nice (cinco etapas e a classificação por pontos), a Volta a Cataluña (cinco etapas e a classificação por pontos), na Semana Catalã (quatro etapas e a classificação por pontos) e sete etapas do Giro de Itália.
Em 1978 voltou a vencer na classificação por pontos do Tour de France, junto a dois triunfos parciais. Conseguiu bons resultados em clássicas de um dia mas não consegue igualar aos dois fantásticos anos anteriores em triunfos.
Em geral, os resultados são piores que em anos anteriores, e 1981 foi seu último grande ano como profissional, conseguindo cinco triunfos de etapa e a classificação por pontos do Tour de France e a medalha de ouro no Campeonato do Mundo pela segunda vez.
Desde então e até sua retirada, não conseguiu nenhuma outra vitória de renome.

## Palmarés
| 1973 - Subcampeão do mundo de ciclismo em estrada - Scheldeprijs Vlaanderen - Tour de Condroz 1974 - Tour de Luxemburgo - Volta a Andaluzia, mais 7 etapas - Grand Prix Jef Scherens - Campeonato de Flandes - Nokere Koerse 1975 - Volta a Andaluzia, mais 5 etapas - Gante-Wevelgem - 1 etapa da Paris-Nice - 6 etapas do Dauphiné Libéré - Paris-Tours - Paris-Bruxelas - Grand Prix Jef Scherens 1976 - Campeão do mundo de ciclismo em estrada - Campeão da Bélgica de ciclismo em estrada - Gante-Wevelgem - Seta Brabançona - Amstel Gold Race - Grande Prêmio das Nações - Campeonato de Zurique - Classificação por pontos e 8 etapas do Tour de France - 2 etapas da Volta a Suíça - 5 etapas da Paris-Nice - Super Prestige Pernod International - Troféu Baracchi - Campeonato de Flandes - Grande Prêmio de Frankfurt - Critérium de As | 1977 - Omloop Het Volk - Paris-Nice, mais 5 etapas - Semana Catalã, mais 4 etapas - Volta a Espanha , classificação por pontos , mais 13 etapas - Volta a Cataluña - 7 etapas do Giro de Itália - 1 etapa da Volta a Suíça - Super Prestige Pernod International - Giro de Cerdeña - Troféu Laigueglia - Delta Profronde 1978 - Omloop Het Volk - Tour de Haut-Var - Classificação por pontos e 2 etapas do Tour de France - 1 etapa da Volta à Suíça - E3-Prijs Harelbeke 1981 - Campeão do mundo de ciclismo em estrada - Classificação por pontos , mais 5 etapas do Tour de France - 1 etapa na Volta à Andaluzia |

## Resultados em Grandes Voltas e Campeonato do Mundo
| Corrida                        | 1973 | 1974 | 1975 | 1976 | 1977 | 1978 | 1979 | 1980 | 1981 |
| ------------------------------ | ---- | ---- | ---- | ---- | ---- | ---- | ---- | ---- | ---- |
| Giro d'Italia                  | -    | -    | -    | -    | Ab.  | -    | -    | Ab.  | -    |
| Tour de France                 | -    | -    | -    | 8º   | -    | 13º  | -    | -    | 66º  |
| Volta a Espanha                | -    | -    | -    | -    | 1º   | -    | -    | -    | -    |
| Campeonato do Mundo em estrada | 2º   | -    | 21º  | 1º   | -    | -    | -    | -    | 1º   |

## Reconhecimentos
- Mendrisio de Ouro (1976)

## Equipas
- Flandria (1973-1979)
- San Giacomo (1980)
- Boule d'Or (1981-1982)
- Masta-Concorde (1983)
- AVP-Viditel (1984)
- Splendor (1984)
- Nikon (1985)
- Eurosoap (1985)
- Robland (1986-1987)